# Aneureta
Aneureta is een geslacht van vlinders van de familie visstaartjes (Nolidae), uit de onderfamilie Chloephorinae.

## Soorten
- A. eureka Turati & Krüger, 1936